# Dédée d'Anvers
Dédée d'Anvers is een Franse film van Yves Allégret die werd uitgebracht in 1948.

Het scenario is gebaseerd op de gelijknamige roman (1939) van Henri La Barthe.

## Verhaal
Dédée is een jonge prostituee die in de Antwerpse haven tewerkgesteld is in een bar voor zeelui. Marco, de portier van de bar, is haar pooier. Hij is een pseudo-zware jongen die ook een kleine dealer is.  
Op een dag maakt Dédée kennis met Francesco, een kennis van monsieur René, de baas van de bar. Francesco is de Italiaanse kapitein van een koopvaardijschip. Dédée wordt verliefd op hem. 
Wanneer zij aan monsieur René meedeelt dat ze wil vertrekken met Francesco, stelt die voor haar te helpen. Hij zal haar naar Francesco's schip begeleiden. Omdat Dédée zich zorgen maakt over de reactie van haar pooier besluit hij Marco aan de deur te zetten. Daarbij praat hij zijn mond voorbij door Marco te vertellen dat Dédée van een andere man houdt. Een woedende en jaloerse Marco vermoordt Francesco koelbloedig. Wanneer Dédée en monsieur René het lijk van Francesco ontdekken vinden ze ook Marco's wapen. Ze volgen het spoor van Marco.

## Rolverdeling
| Acteur            | Personage                     |
| ----------------- | ----------------------------- |
| Simone Signoret   | Dédée d'Anvers                |
| Marcello Pagliero | Francesco                     |
| Bernard Blier     | René                          |
| Marcel Dalio      | Marco                         |
| Jane Marken       | Germaine                      |
| Marcel Dieudonné  | de dealer                     |
| Marcelle Arnold   | de prostituee met de papegaai |
| Claude Farell     | de Duitse prostituee          |